# George Chaloupka
Jiří (George) Chaloupka (6. září 1932 Týniště nad Orlicí – 18. října 2011 Darwin) byl česko-australský vědec, průkopník v oblasti studia a dokumentace skalních maleb původního austrálského obyvatelstva kontinentu.

## Životopis
Jiří Chaloupka se narodil 6. září 1932 v Týništi nad Orlicí. Vyrůstal zde spolu se svými dvěma bratry, jeho mladší bratr však brzy zemřel. Po komunistickém převratu v roce 1948 byla rodina vystěhována a matka Jiřího Chaloupky poté zemřela. Ve věku 16 let emigroval Jiří Chaloupka spolu se svým starším bratrem do Západního Německa, kde oba mladíci strávili rok v utečeneckém táboře v Bad Aibling u Mnichova. Po roce pobytu v táboře bylo bratrům umožněno vycestovat do Austrálie.
Prvním místem pobytu Jiřího Chaloupky v Austrálii byl Perth, metropole Západní Austrálie. V roce 1956 se vydal na dalekou cestu do Melbourne s úmyslem tam spatřit první letní olympijské hry, uspořádané na jižní polokouli.Tato cesta změnila jeho život. Z blíže neznámých důvodů cestoval přes Darwin, kde mu zřejmě došly prostředky.

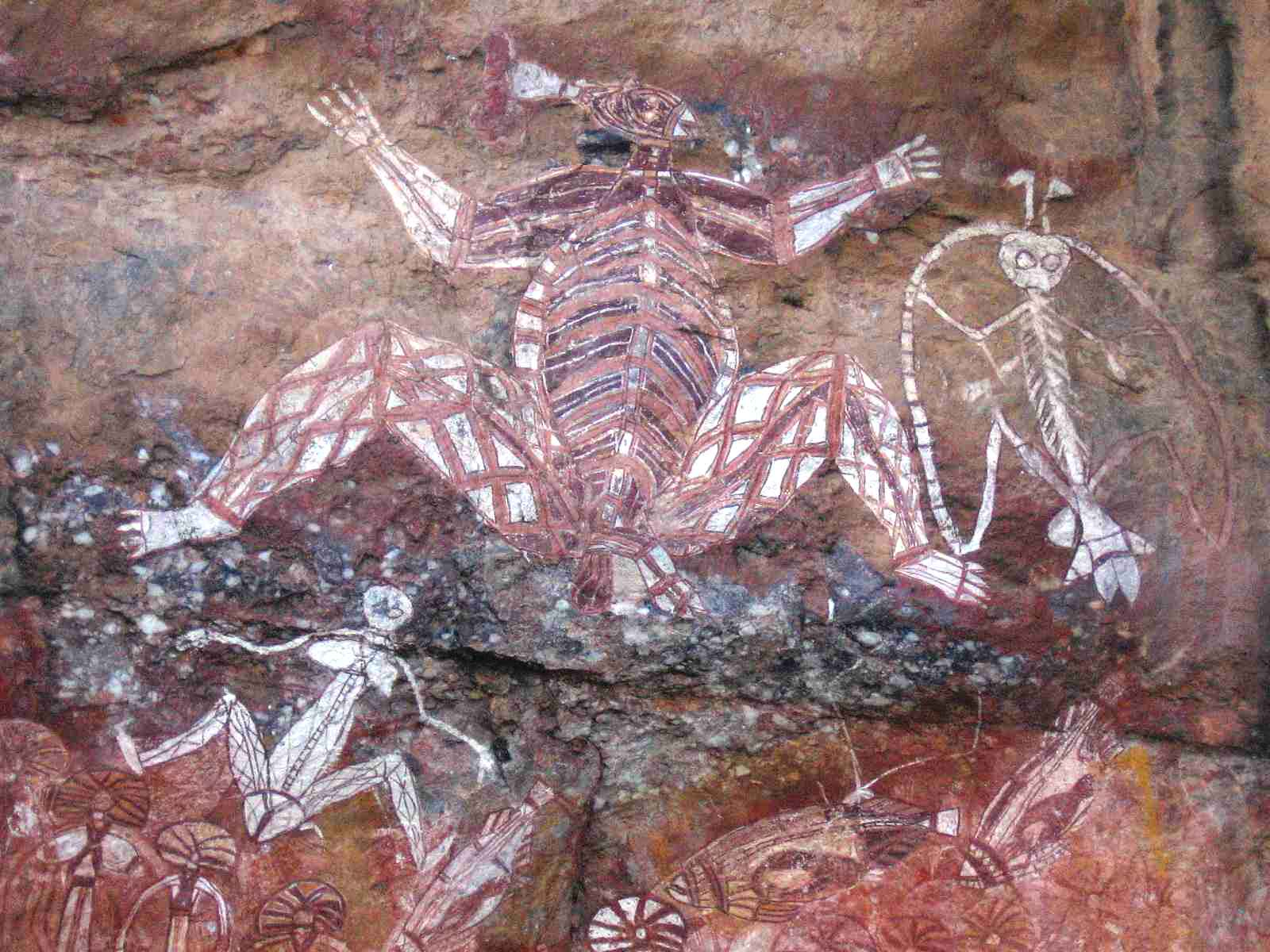
Zpodobnění prapředka - stvořitele Namondjoka a jeho ženy Barrginj pod skalním převisem Anbangbang v pískovcovém masívu Burrunggui (též Nourlangie, Národní park Kakadu, Arnhemská země)

První noc přespal venku na pláži Mindil mezi místními domorodci. Později se setkal s dalším českým emigrantem Ing. Jiřím Petrů, který prováděl hydrologický průzkum vodních toků v Severním teritoriu. Ten nakonec Jiřího Chaloupku zaměstnal. Během pracovních cest Jiří Chaloupka detailně poznal australské vnitrozemí a seznámil se s původními obyvateli – Austrálci, kteří ještě žili svým tradičním způsobem života. Tito domorodci mu ukázali jak původní malby pod skalními převisy, tak i ty, jimiž zdobili odloupnutou kůru stromů nebo své tradiční nástroje – didgeridoo.
To podnítilo zájem Jiřího Chaloupky o tuto problematiku. Pustil se do intenzívního studia a mapování skalních obrazů na území Severního teritoria. Ačkoli neměl odborné vzdělání, na základě této činnosti získal v roce 1973 místo kurátora v nově otevřeném Muzeu Severního teritoria v Darwinu (Northern Territory Museum), kde pak působil více než dvě desítky let.
V posledním desetiletí svého života bojoval Jiří Chaloupka s rakovinným onemocněním. Zemřel v nemocnici Royal Darwin Hospital 18. října 2011 ve věku 79 let. Byl prvním českým emigrantem, kterému byl v Austrálii uspořádán státní pohřeb (konal se 4. listopadu 2011), což byla poslední z řady poct, kterých se mu v této zemi dostalo. V souladu s přáním Jiřího Chaloupky byla polovina jeho popela pietně uložena v rodném Týništi nad Orlicí.

## Badatelská činnost

### Umění původních obyvatel

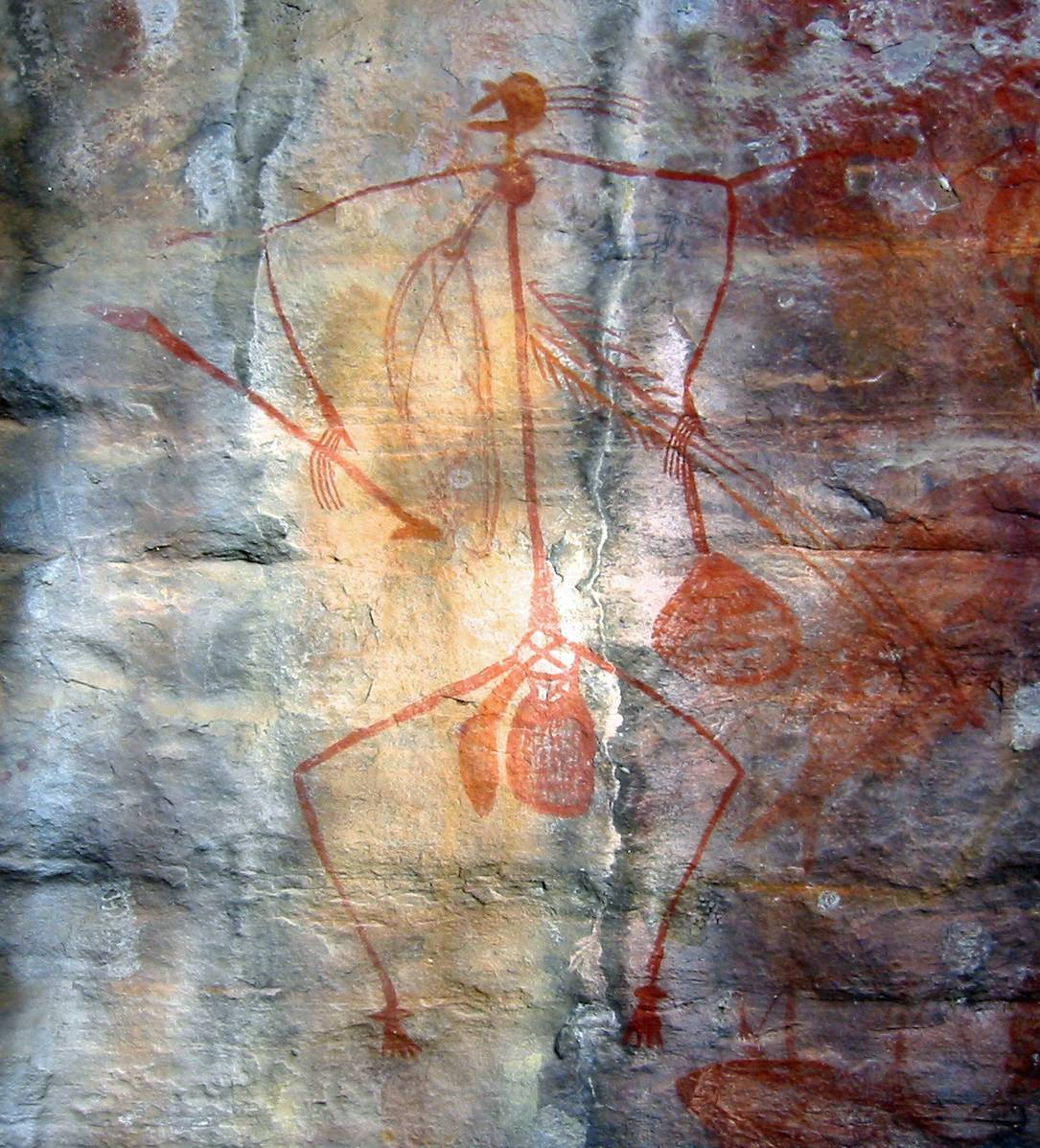
Skalní kresba z lokality Ubirr, Národní park Kakadu (East Alligator region)

Během svého života Jiří Chaloupka prozkoumal a zdokumentoval 3 500 lokalit na území rozlehlé a řídce obydlené Arnhemské země a v Národním parku Kakadu (Kakadu National Park). V oblasti Arnhemské země, která se rozkládá na ploše 97 000 km², provedl podrobný soupis 25 000 skalních kreseb. Poznatky z této činnosti a ze setkání s původními obyvateli Austrálie promítl ve svém významném díle Journey in Time. Chaloupkovy aktivity našly podporu i u jeho přítele, dalšího československého emigranta E. J. Brandla, který působil ve funkci vedoucího sociálního úřadu v Darwinu. E. J. Brandl služebně cestoval po celém Severním teritoriu a přitom se zajímal o domorodé umění. Své poznatky zveřejnil v četných publikacích, mezi nejznámější z nich patří dílo Australian Aboriginal Painting in Western and Central Arnhem Land (1973).
Tito a někteří další emigranti, působící v Austrálii, poskytli neocenitelnou pomoc odborníkům z Moravského muzea v Brně, kteří se za éry socialismu v ČSSR s omezenými prostředky vydali na vědeckou expedici do Austrálie. Když po tzv. sametové revoluci navštívil Austrálii prezident Václav Havel, vyžádal si během cesty mezipřistání v Darwinu. V doprovodu Jiřího Chaloupky navštívil Arnhemskou zemi, kde se podrobně seznámil z životem místních Austrálců a jejich kulturou.

### Ocenění vědecké činnosti
Pro své znalosti a odbornou publikační činnost byl Jiří Chaloupka jmenován prvním prezidentem Australské asociace pro výzkum skalního umění (Australian Rock Art Research Association). Jako externí přednášející působil též na odboru prehistorie Pacifických studii při Australské národní univerzitě v Canbeře (Department of Prehistory in the Research School of Pacific Studies at the Australian National University). V roce 1998 Jiří Chaloupka získal akademickou hodnost Doctor of Letters (latinsky Litterarum doctor; zkr. D.Litt., Litt.D., D. Lit. nebo  Lit. D.) na Northern Territory University v Darwinu (později přejmenovaná na Charles Darwin University). V roce 1990 byl vyznamenán Australským řádem (Order of Australia, založený v roce 1975 britskou královnou Alžbětou II. jako národní vyznamenání pro občany Austrálie).
Jako významný odborník na skalní kresby byl Jiří Chaloupka díky svému věhlasu v roce 2001 pozván do Francie, aby prozkoumal prehistorické malby v Chauvetově jeskyni (Grotte Chauvet).
Na podporu dalšího studia a zachování skalních kreseb v oblasti Arnhemské země založil Jiří Chaloupka v roce 2008 v Darwinu nadaci George Chaloupka Fellowship.

## Odborné práce
- Chaloupka, George Burrunguy : Nourlangie rock. Northart, [S.l.]
- Chaloupka, George 1985, Chronological sequence of Arnhem Land Plateau rock art. In: Jones, R. Archaeological research in Kakadu National Park. Canberra : Australian National Parks and Wildlife Service, 269-80
- Chaloupka, George & Northern Territory Museum of Arts and Sciences 1984, From palaeoart to casual paintings : the chronological sequence of Arnhem Land Plateau rock art, Northern Territory Museum of Arts and Sciences, Darwin
- Chaloupka, George 1993, Journey in time : the worlds longest continuing art tradition : the 50,000 year story of the Australian Aboriginal rock art of Arnhem Land, Reed, Chatswood, N.S.W
- Chaloupka, George 1987, Report on acquital [sic] of 1986 grants, Rock Art Protection Programme, Darwin , 1987
- Chaloupka, George & Ash, R 1973, Report on flooding of the Magela Creek in March 1973, Water Resources Branch, Dept. of the Northern Territory, Darwin
- Chaloupka, George 1992, Retouch events. In: Retouch: maintenance and conservation of Aboriginal rock imagery / edited by Graeme K. Ward. Melbourne : Archaeological Publications , 1992; p. 12–16;
- Chaloupka, George 1988, 'Rock art of the Northern Territory' The Inspired Dream: Life as Art in Aboriginal Australia, no. 1988, pp. 12–19,110.
- Gillespie, D. (Dan) & Chaloupka, George & Australian National Parks and Wildlife Service 1983, The Rock art sites of Kakadu National Park : some preliminary research findings for their conservation and management, Australian National Parks and Wildlife Service, Canberra